# Äon (Philosophie)

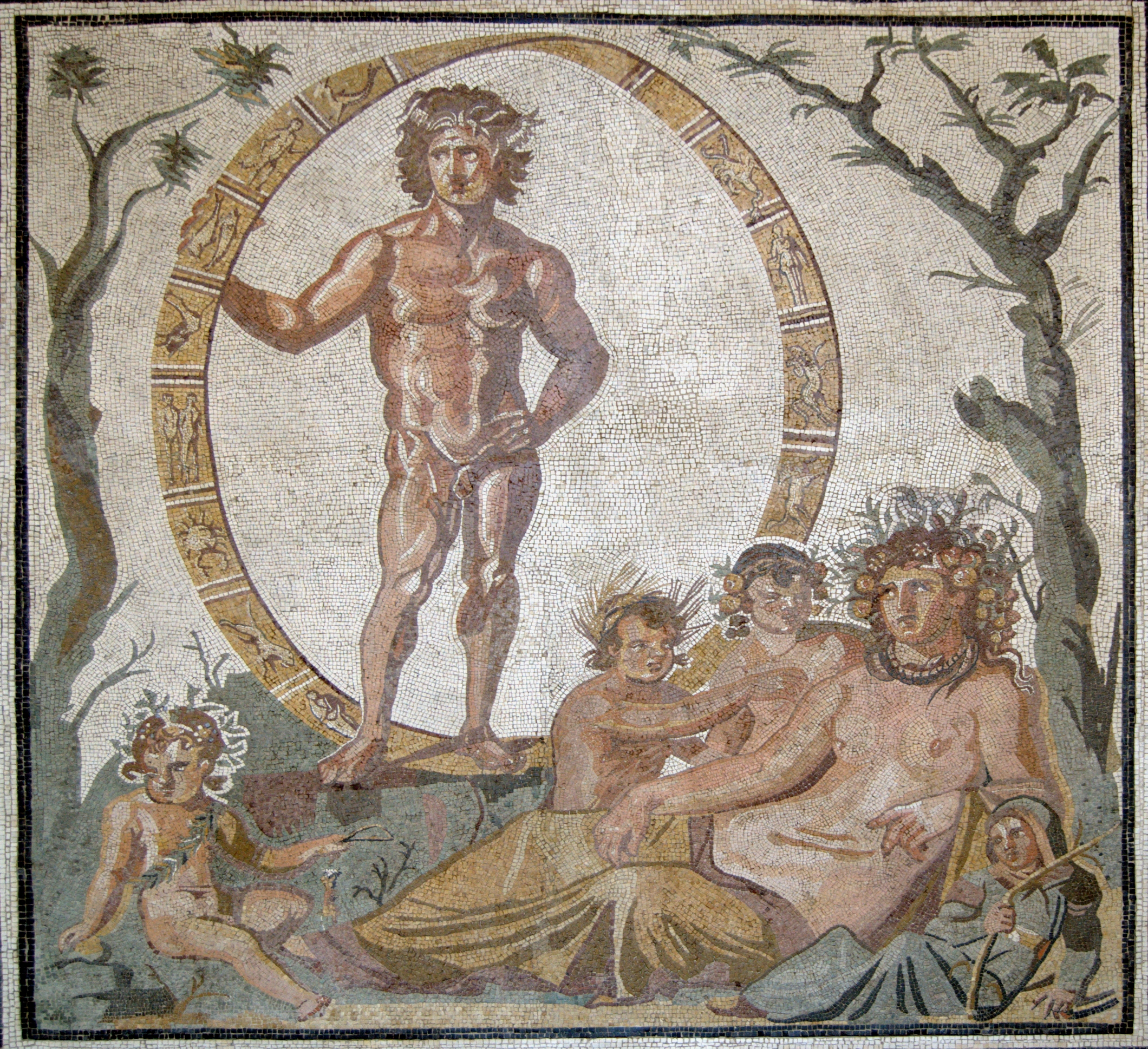
Der jugendliche Aion im Tierkreis stehend, zu seinen Füßen Tellus und die vier Jahreszeiten, Bodenmosaik aus Sentinum, beim heutigen Sassoferrato (um 250 n. Chr.)

Äon oder Aion (von altgriechisch ὁ αἰών, ho aiṓn, aus archaischem Griechisch ὁ αἰϝών, ho aiwṓn) ist ein Begriff der antiken und spätantiken Philosophie und Religion, der ursprünglich die Weltzeit oder Ewigkeit bezeichnete, später eine Gottheit, in der diese hypostasiert wurde. Mit diesen Äonen sind nicht Zeiträume gemeint, sondern Wesenheiten oder zusammenfassend die Emanationen einer ‚obersten Gottheit‘ (Gnosis).

## Griechische Literatur und Philosophie
Der griechische Begriff aiṓn bezeichnet das individuelle ‚Leben‘ oder die ‚Lebenszeit‘, dann auch eine ‚sehr lange, unbegrenzte Zeit‘, ein ‚Zeitalter‘ oder ‚die Ewigkeit‘. Im medizinischen Kontext war aiṓn eine Bezeichnung für das Rückenmark als Sitz der Lebenskraft. In der griechischen Philosophie erscheint der Aion zuerst in der Logoslehre des Heraklit:

„Aion ist ein Knabe, der spielt, die Brettsteine hin und her setzt: einem Knaben gehört die Königsherrschaft.“

Mit dem Spiel mag hier die Aufeinanderfolge zyklischer Zeitabschnitte (Tage, Jahreszeiten, Weltalter) gemeint sein, die von einem ewigen Zeitgott geregelt wird: Das Spiel endet, die Steine werden neu aufgestellt und ein neuer Zyklus beginnt. Euripides führt den Aion als Sohn des Chronos ein.
Bei Platon erscheint der Aion als ideeller Gegenbegriff zur empirischen, zyklisch fortschreitenden Zeit, die Platon mit dem Gott Chronos bezeichnet. Der Himmel mit den Bewegungszyklen der Himmelskörper und Sphären ist ein Sinnbild der Ewigkeit, aber eben nicht die Ewigkeit (Aion) selbst. Für die Neuplatoniker wird der Aion folglich zum Begriff für die Ordnung und Zeit des Weltalls.
Bei Aristoteles wird der Aion folgendermaßen beschrieben:

„Das Telos (die biologische wie geistige Vollendung und Endstufe), welches die Lebenszeit jedes einzelnen umfasst, heißt Aion (Ewigkeit). In gleicher Weise ist aber auch das Telos des ganzen Himmels (mit den Gestirnen) Aion, ein Wort, das von aeí (ἀεί, „ewig“) gebildet ist, unsterblich und göttlich.“

Der spätantike Dichter Nonnos von Panopolis schildert den Gott Aion als altersschwachen Greis und Berater des Zeus, der das Rad der Zeit rollt und sich dabei immer aufs neue verjüngt, außerdem eine Rolle bei der Geburt der Aphrodite gespielt haben soll. Weitere Nennungen dieser dichterisch-mythologischen Gestalt finden sich bei Quintus von Smyrna, Synesios von Kyrene und dem Nonnos-Schüler Johannes von Gaza.

## Aion als Gottheit im antiken Synkretismus

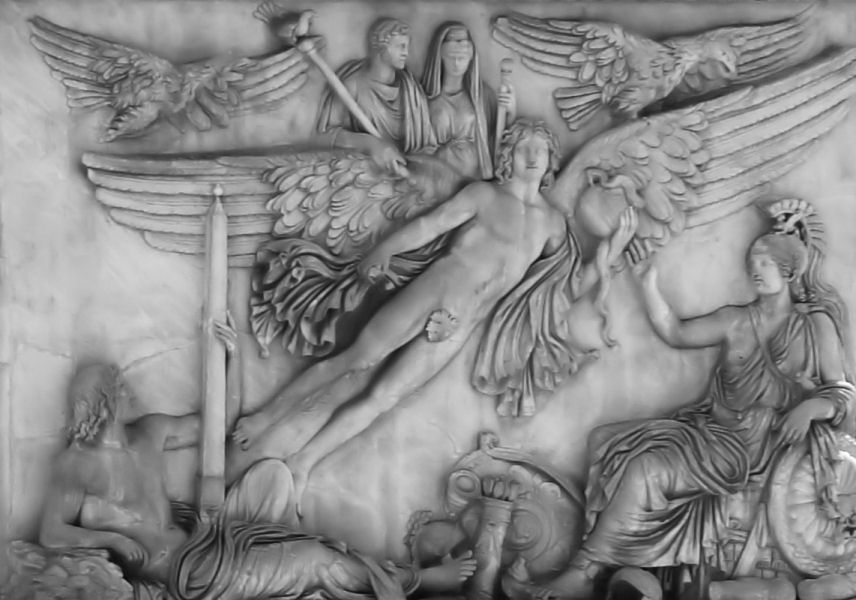
Frontrelief von der Säule des Antoninus Pius (161 n. Chr.)

Man hat versucht, Beziehungen der Vorstellung vom Aion bei Plato und Aristoteles zu iranischen Quellen herzustellen, insbesondere zu Zurvan, der zum Schöpfergott personifizierten Zeit und Ewigkeit in der zurvanistischen Sonderform des Zoroastrismus.
Die Verehrung einer Gottheit Aion ist aber erst in römischer Zeit nachweisbar. Eine einzelne, in Eleusis gefundene Inschrift (SIG 1125) mit einer Widmung an Aion, die vermutlich aus der Zeit des Augustus datiert, kann noch nicht als Beleg für eine irgendwie verbreitete Verehrung von Aion als Gottheit gelten. Dass Aion im Kontext des römischen Kaiserkultes erscheint (z. B. auf dem Frontrelief der Säule des Antoninus Pius, wo der geflügelte Aion mit Schlange und Globus in der Linken das vergöttlichte Kaiserpaar Antoninus Pius und Faustina emporträgt), kann ebenso wenig als eindeutiger Beleg für eine Verehrung gelten, da es sich auch um eine rein allegorische Figur handeln könnte. (In der antiken Religion zwischen allegorischer Figur, Hypostase, Numen und Gottheit trennen zu wollen, ist freilich schwierig, vielleicht sinnlos.)

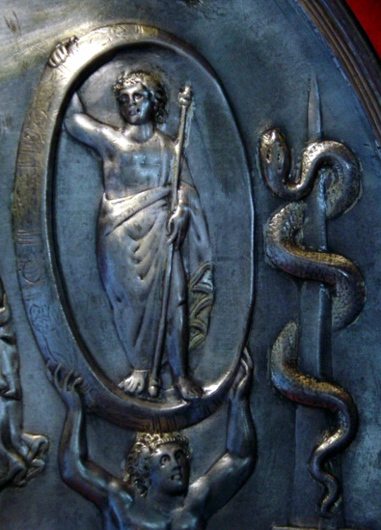
Patera von Parabiago mit Aion im Tierkreis stehend (um 360 n. Chr.)

Wie auch immer die Verbindung zwischen dem zoroastrischen Gott Zurvan und Aion beschaffen gewesen sein mag, dass die Darstellung Zurvans (traditionell als geflügelte menschliche Gestalt mit Löwenkopf, um deren Füße sich eine Schlange windet) auf die Aion-Ikonographie gewirkt hat, ist offensichtlich. Entsprechende Bildnisse wurden vielfach in Mithräen gefunden. Allerdings ist eine Abgrenzung gegenüber Darstellungen des aus der Orphik stammenden Phanes, der ebenfalls häufig zusammen mit einer Schlange gezeigt wird, schwierig. Häufig sind im Kontext des Mithras-Kultes Bildnisse, in denen Aion als junger, in einem Tierkreis stehender Mann gezeigt wird, etwa auf dem heute in der Münchner Glyptothek gezeigten, aus einer römischen Villa bei Sentinum (nahe dem heutigen Sassoferrato in Umbrien) stammenden Mosaik.
Ende des 4. Jahrhunderts berichtet Epiphanius von Salamis, dass noch zu seiner Zeit in Alexandria in der Nacht vom 5. auf den 6. Januar das Fest der Geburt des Aion durch die Jungfrau Kore gefeiert wurde. Diese Geburt fand in einem unterirdischen Schrein im Koreion, dem Tempel der Kore, statt. Dort befand sich ein hölzernes Bildnis des Aion, das, nachdem die ganze Nacht hindurch Hymnen gesungen wurden, bei Anbruch des Morgens, mit fünf goldenen Kreuzen geschmückt und in einer Prozession umhergetragen wurde. Diese Statue wird auch in der Suda erwähnt, und es wird angedeutet, dass der eigentliche Name des Gottes geheim sei. Die Parallelen zum christlichen Epiphaniasfest sind offensichtlich und wurden schon in der Antike bemerkt. Hermann Usener ging gar von der christlichen Erneuerung eines heidnischen Kults aus. Doch auch zu anderen Gottheiten weist das Fest des Aion – wie schon Epiphanius nahelegt – Beziehungen auf, nämlich durch das Nilwasserschöpfen zum Fest der Auffindung (heúresis) des Osiris, und durch das Datum zum Fest der Epiphanie des Dionysos.

## Der Begriff „Äon“ in der Gnosis
Gnosis (von altgriechisch γνῶσις gnō̂sis „[Er-]Kenntnis“) oder Gnostizismus (latinisierte Form des griechischen γνωστικισμός gnōstikismós) bezeichnet als ein religionswissenschaftlicher Begriff verschiedene religiöse Gruppierungen, die als synkretistische Lehren, den Höhepunkt ihrer Ausformulierung im 2. und 3. Jahrhunderts nach Christus hatten. Die verschiedenen gnostischen Systeme weisen aber auch auf frühere (antike) Vorläufer hin.
Antike religiöse und philosophische Systeme sind fundamental der Beschreibung der Anfangsgründe verpflichtet. Das Ursprungsdenken ist elementar, einen herkunftslosen Anfang darf es nicht geben. Ursprung und die Einheit des Seienden sind zu benennen, um so Wesen und Ziel der Welt und des Lebens zu erfassen. In der gnostischen Kosmogonie wird ein dualistisches Weltbild angenommen, das eine materielle von einer himmlischen Licht-Welt scheidet. In der Seele des Menschen sei ein Funke des himmlischen Lichts, er ist im Leib des Menschen auf der Erde gefangen. Die Erkenntnis, γνῶσις (gnō̂sis) gibt den Weg zur Erlösung vor, es ist die Erinnerung an die eigene (himmlische) Herkunft aus dem Licht. Während die materielle Welt oder Schöpfung des Demiurgen erfüllt sei von „Einsamkeit“, von „fürchterlicher Angst“ vor dämonischen Mächten. Alle realen Lebensvollzüge seien „toxisch und dämonisch infiziert“.
In den meisten gnostischen Systemen und Narrationen wurden die verschiedenen Emanationen der obersten Gottheiten zusammenfassend als Äonen bezeichnet, die Gesamtheit aller Äonen, ihre Anzahl war bei den verschiedenen Gruppierungen sehr unterschiedlich, und bildete nach Anschauung aller das Pléroma. Die Äonen ordnen sich zusammen mit ihrem göttlichen Ursprung, dem „unbekannten Gott“ zum Pléroma (altgriechisch πλήρωμα „Fülle“) der Summe der rein geistigen Wesenheiten. Der „unbekannte Gott“, der sich aller menschlicher Vorstellungskraft entzöge, sei umgeben von einer Fülle, dem Pléroma aus geistigen Wesen oder Geistwesen, den Äonen, die er aus seinem unergründlichen Urgrund emaniert.
Häufig erscheinen die aus der Gottheit emanierten Äonen als männlich-weibliche Paare oder Dualitäten, συζυγίαι Syzygien. Äonen sind Sequenzen von Wesenheiten, ‚Geist-Wesenheiten‘, das heißt ein erster Äon bzw. ein Äonenpaar wirkt und das, was es zu wirken vermag, wirkt sich auf das nächste duale Paar aus. Dann wird es, von einem nächsten abgelöst und dieses, nachdem es mit seinen Kräften wirkte, wiederum abgelöst von einem weiteren Äonenpaar und so fort.
Nach Martin R. von Ostheim sind sie vergleichbar mit ‚wesenhaften platonischen Ideen‘. Sie zeigen aber auch Entsprechungen zu den Engelshierarchien der jüdischen und christlichen Überlieferung.
Die gnostischen Systeme gehen zumeist von einem höchsten, ‚göttlichen Bewusstsein‘ aus. Ein solches ‚göttliches Prinzip‘ habe nichts mit der Schöpfung der Welt, der physisch, realen Welt zu tun. Vielmehr werden eine ganze Reihe von Gottheiten postuliert, die sich zwischen dem ‚höchsten Geistwesen‘ und der physisch-realen Welt befinden. Es sind die Äonen, die ‚göttlichen Zwischenwesen‘, welche aus dem Höchsten als Emanationen hervorgingen und sich in absteigender Tendenz, meist dual entwickelten. Je weiter sie sich von der metaphorisch ‚göttlichen Lichtquelle‘ entfernten, um so schwächer sei ihr ‚Licht‘. Aus den letzten Äonen würde die ‚böse Gottheit‘. Dieser böse Äon wäre der ‚Schöpfergott‘ (Demiurg). Sein Streben führe zum Sichtbaren, er schuf die Welt mit ihrer Materie und damit auch den Körper für den menschlichen Geist. Der ‚menschliche Geist‘ wird als ein Effluvium aus der ‚Äonenwelt des Lichtes‘ angesehen. Der menschliche Geist würde vom Körper, den der Demiurg schuf, umschlossen und gefangen gehalten. Durch Erkenntnis, Wissen und Einsicht könne der Mensch sich den göttlichen Ursprungs seines Geistes bewusst werden und versuchen seinen Geist aus dem ‚Gefängnis des Körpers‘ zu befreien. Der gute göttliche Funke im Menschen, sein göttlicher Kern, könne nur durch die Befreiung vom bösen Körper, dem Werk des Demiurgen, erlöst werden.

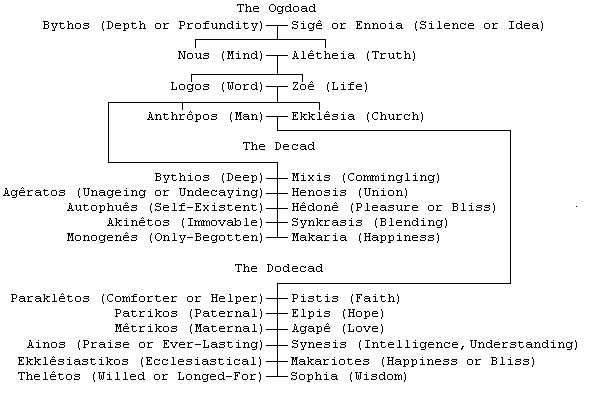
Als Beispiel, die valentianische Äonenwelt.